# Галасник
Галасник (Crinifer) — рід птахів родини туракових (Musophagidae). Містить 2 види. Поширені в Африці.

## Опис
Це рухливі та галасливі птахи, завдовжки до 50 см, сірого забарвлення, з довгим хвостом та стоячим чубчиком на голові. Живляться плодами, насінням, квітами тощо.

## Види
- Галасник сенегальський (Crinifer piscator)
- Галасник руандійський (Crinifer zonurus)